# Garay (alphabet)
Pour les articles homonymes, voir Garay.
Le garay est un alphabet conçu en 1961, comme système de transcription « [épousant] les caractéristiques sociolinguistiques africaines » selon son inventeur, El Hadji Assane Faye. Cet alphabet compte 25 consonnes et 14 voyelles. Il est utilisé notamment pour l'écriture de la langue wolof au Sénégal. Le garay s'écrit de droite à gauche.